# モンテアルトスクス
モンテアルトスクス（学名：Montealtosuchus）は、ブラジルのサンパウロ州モンテアルトの付近でバウル盆地から化石が発見された、後期白亜紀に生息した陸棲ワニ形類の属。化石はバウル層群のアダマンティナ層から産出しており、当該層準の層序年代は上部白亜系のチューロニアン階からサントニアン階と推定されている。発見された化石はCarvalho et al. (2007)により記載され、新属新種Montealtosuchus arrudacamposiが命名された。

## 特徴

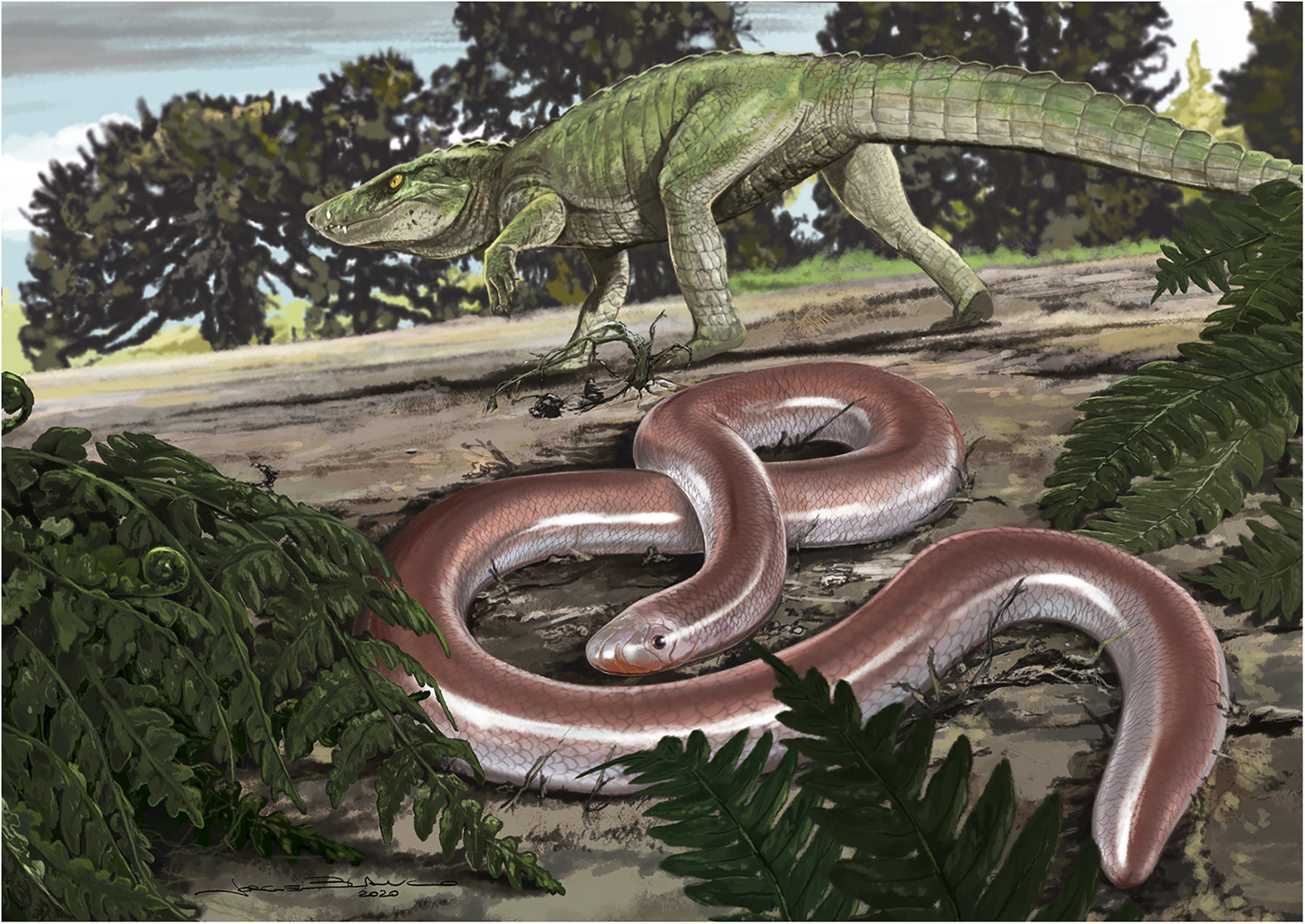
ヘビのの背後に立つモンテアルトスクス

ホロタイプ標本は頭蓋骨、下顎、関節した体骨格と外骨格が保存されている。

### 頭蓋骨
ウベラバスクスと同様に、吻部が直線状で、下顎の歯を受け止める窪みが前上顎骨に存在せず、鼻骨の後縁が分岐することなく直線状に伸びて前頭骨の直線状の縁と合流し、前頭骨が左右の前前頭骨の間を通って前側に伸びる。ただしウベラバスクスと異なり前頭骨の前側突起は前前頭骨の前側に届いておらず、前前頭骨の中心程度に留まっており、ロマスクスと共通する。前前頭骨はウベラバスクスのものと同様に菱形で、かつ前端と後端が薄い。
涙骨がL字型をなしていて頬骨の前側突起と接する点はロマスクスおよびウベラバスクスの両属と共通する。ペペスクスは前頭骨と前前頭骨との間に鼻骨の突起が進入しているが、モンテアルトスクスとロマスクスなどの属では見られない。また、本属やロマスクスおよびウベラバスクスでは涙骨と前前頭骨との間の涙骨の突起の進入も見られない。頬骨の前縁は前眼窩窓の全長に達しておらず、ロマスクスやウベラバスクスと共通する一方、ペペスクスと異なる。頬骨が上行突起の前側で拡大する点は、ロマスクスやウベラバスクスと共通するだけでなく、バウルスクスやアラリペスクスといった遠縁の偽鰐類と類似する。
上顎骨と口蓋骨との縫合線の形状はロマスクスと同様にU字型よりも狭く、また口蓋骨はガスパリニスクスと同様に上顎骨歯の第8歯まで伸びている。suborbital fenestraの腹側と外側の縁は上顎骨で形成されている。下顎結合はガスパリニスクスと同様にU字型の開口部を持つ。

### 歯
ペイロサウルスやウベラバスクスと同様に、前上顎骨歯は円錐形でほぼ滑らかであり、舌側に傾斜し、また先端部が丸みを帯びている。歯槽の縁が直線状であることはロマスクス、ペイロサウルス、ガスパリニスクス、ウベラバスクスと共通する。前側の上顎骨歯は唇舌側方向に薄く、歯冠が滑らかで、肥大した犬歯状の歯も存在する。なお、鋸歯や条痕を伴う犬歯状の骨は観察されておらず、ウベラバスクスと共通する。

## 系統
モンテアルトスクスはペイロサウルス科の新属としてCarvalho et al. (2007)により命名された。ワニ形類の包括的系統解析を実施したAdams (2013)の系統樹によれば、モンテアルトスクスはウベラバスクスとの姉妹群とされた。Adams (2013)の系統樹では、ロマスクスとペイロサウルスがこれら2属と別に2属のみの分岐群を構成しており、またハマダスクスも併せて、これら3つの分岐群が多分岐の関係にある。モンテアルトスクスを含むこれら5属はノトスクス類の基盤的位置に置かれている。
Pochat-Cottilloux et al. (2023)による系統解析では、モンテアルトスクスはMiadanasuchusやPatagosuchusおよびウベラバスクスと多分岐をなした。またペイロサウルス科自体が多系統群として系統樹上に反映されており、Adams (2013)で近縁とされたハマダスクスとはやや遠縁になっている。